# Lista över broar i Armenien
Lista över broar i Armenien är en lista över ett urval av broar i Armenien.

## Historiska broar
| Namn                  | Plats       | Byggd           | Bild | Bro över          | Koordinater                                         |
| --------------------- | ----------- | --------------- | ---- | ----------------- | --------------------------------------------------- |
| Medeltidsbron i Kapan | Kapan       | 871             |      | Floden Tsav       |                                                     |
| Anibron               | Ani         | 900–1000-talen  |      | Floden Achurjan   | 40°30′16″N 43°34′22″Ö / 40.5044°N 43.5728°Ö         |
| Lori Berdbron         | Lori Berd   | 1000-talet      |      | Floden Miskhana   |                                                     |
| Garnibron             | Garni       | 1000-talet      |      | Floden Azat       |                                                     |
| Sanahinbron           | Alaverdi    | 1195            |      | Floden Debed      | 41°05′56.6″N 44°39′24.8″Ö / 41.099056°N 44.656889°Ö |
| Agarakadzorbron       | Agarakadzor | 1200-talet      |      | Floden Arp'a      |                                                     |
| Arenibron             | Areni       | 1200-talet      |      | Floden Arp'a      |                                                     |
| Jaghdanbron           | Jaghdan     | 1200-talet      |      | Floden Yaghdanjur |                                                     |
| Sranotsbron           | Acharkut    | 1200–1300-talen |      | Floden Kirants    |                                                     |
| Tsakhats Karbron      | Shatin      | 1200–1300-talen |      | Floden Jeghegis   |                                                     |
| Gamla Asjtarakbron    | Asjtarak    | 1664            |      | Floden K'asagh    | 40°17′54″N 44°22′05″Ö / 40.29833°N 44.36806°Ö       |
| Tsaturbron            | Shatin      | 1666            |      | Floden Jeghegis   |                                                     |
| Vaykbron              | Vayk        | 1600-talet      |      | Floden Arp'a      |                                                     |
| Röda bron             | Jerevan     | 1679            |      | Hrazdan           | 40°10′18″N 44°30′00″Ö / 40.1718°N 44.5001°Ö         |
| Oshakanbron           | Oshakan     | 1706            |      | Floden K'asagh    | 40°15′23″N 44°18′51″Ö / 40.25639°N 44.31417°Ö       |
| Melik Tangibron       | Sisian      | 1855            |      | Floden Vorotan    | 39°29′02″N 46°08′20″Ö / 39.48389°N 46.13889°Ö       |

## Moderna broar
| Namn                           | Plats      | Byggd | Bild | Bro över              | Koordinater                                   |
| ------------------------------ | ---------- | ----- | ---- | --------------------- | --------------------------------------------- |
| Segerbron                      | Jerevan    | 1945  |      | Floden Hrazdan        | 40°10′30″N 44°29′58″Ö / 40.17500°N 44.49944°Ö |
| Akvedukten över Hrazdanravinen | Jerevan    | 1950  |      | Akvedukt över Hrazdan | 40°10′44″N 44°29′54″Ö / 40.17889°N 44.49833°Ö |
| Stora bron över Hrazdan        | Jerevan    | 1956  |      | Floden Hrazdan        | 40°11′29″N 44°28′56″Ö / 40.19139°N 44.48222°Ö |
| Jermukbron                     | Jermuk     | 1972  |      | Floden Arp'a          |                                               |
| Nor Hatjnbron                  | Nor Hatjn  | 1981  |      | Floden Hrazdan        | 40°17′20″N 44°35′25″Ö / 40.28889°N 44.59028°Ö |
| Stepanavanbron                 | Stepanavan | 1989  |      | Floden Dzoraget       |                                               |
| Asjtarakbron                   | Asjtarak   | 1994  |      | Floden K'asagh        | 40°17′53″N 44°22′23″Ö / 40.29806°N 44.37306°Ö |
| Meghribron                     | Meghri     | 1995  |      | Floden Araks          |                                               |
| Davtasjenbron                  | Jerevan    | 2000  |      | Floden Hrazdan        | 40°12′36″N 44°29′34″Ö / 40.21000°N 44.49278°Ö |